# Tarfalavallei
De Tarfalavallei (Zweeds: Tarfaladalen of Tarfalavagge, Noord-Samisch: Darfalvággi) is een vallei in het hooggebergte in de Zweedse gemeente Kiruna in de provincie Norrbottens län. Verscheidene gletsjers stromen de vallei in en sinds 1946 wordt glaciologisch onderzoek gedaan in het onderzoeksstation Tarfala. De vallei staat ook bekend om zijn valwinden.